# 弗拉基米尔·盖尔芬德
弗拉基米尔·纳塔诺维奇·盖尔芬德（俄语：Влади́мир Ната́нович Ге́льфанд；1923年3月1日—1983年11月25日），苏联红军军官、教师与日记作者。第二次世界大战期间及战后，他持续记录在德国、波兰及德国苏军占领区的经历与观察；这些日记被视为研究第二次世界大战及战后初年的重要第一手史料。其代表作《德国日记1945—1946：一名红军士兵的札记》（德文Deutschland Tagebuch 1945–1946: Aufzeichnungen eines Rotarmisten）于2005年在德国出版，随后又以瑞典语和俄语先后出版（或再版）。

## 生平
盖尔芬德于1923年3月1日出生于 新阿尔汉格尔斯克（今基洛夫格勒州），出身于一个犹太家庭。1942年5月至1946年11月，他在红军服役，先为士兵，后任军士与军官。自1943年起为联共（布）党员。1952年毕业于彼尔姆国立大学。1952年至1983年，他在职业学校教授历史、政治经济学与公民课。
第二次世界大战急剧改变了他的生活：作为一名年轻的乌克兰犹太人，他目睹破坏与死亡，体会到战友情谊与背叛，并在苏军占领的德国学习裁缝、在“黑市”购物、出入酒吧、学习摄影并与女性交往。在1941—1946年的日记中，他既是敏感的观察者，也是事件的参与者；不回避对复仇与顺手牵羊的叙述。该日记构成了苏军早期占领德国的一部独特编年史。

## 媒体对其作品的评价
- 在Dagens Nyheter撰文指出，这位苏军士兵的日记以不加粉饰的方式呈现长期被否认或忽视的现实，其价值正在于从胜利者一侧提供个人视角：读者得以第一次如此清晰地看到红军胜利者的个体面貌，并据此理解苏联士兵的所思所感与处境。[1]
- 在Flamman的评论中，认为，《德国日记》覆盖1945—1946年，是关于红军解放波兰与东德的第一手见证。考虑到当时部队内部出于安全等原因曾禁止私人写日记，这份文本尤显珍贵；尽管书中并不能囊括所有层面，但它对某些历史修正主义论调形成了重要的平衡，并为读者提供了鲜活的材料去理解胜利者与战后社会的复杂互动。[2]
- 慕尼黑—柏林当代史研究所（IFZ）的博士评价说，这是一份红军士兵在德国成为占领者后的私密记录，并未受情感自我审查所限。文本展示了战争末期与德国家社会崩溃背景下一名年轻苏联士兵的感受，提供了关于“战友情”与部队士气的全新视角，同时也对将胜利完全归因于政治高压的主流叙事提出质疑；其中还可见战胜者男性与战败者女性之间存在的密切关系。[3]
- （媒体报道）德国电视一台Das Erste亦推出相关节目并于官方频道发布，介绍了与该日记相关的史料与背景。[4]

## 其他
- 弗拉基米尔·盖尔芬德个人收藏的各类物品——如信件、文件、战利品及其他材料——于2007年移交至德国－俄罗斯博物馆柏林－卡尔肖斯特。[5]
- 《日记与书信1941—1946年》原件、照片、证明、文件及其他来自盖尔芬德家族个人收藏的物品，于2014年移交莫斯科的犹太博物馆和宽容中心（俄罗斯）。[6]
- 《日记与书信1947—1983年》原件、相册、证明、文件及其他来自盖尔芬德家族个人收藏的物品，于2020年移交位于（乌克兰）的乌克兰犹太人民与大屠杀记忆博物馆。[7][8]

## 出版物
- 2002：德国，Tagebuch 1941—1946，ISBN 3-87989-360-8。
- 2005：德国，Deutschland Tagebuch 1945—1946，ISBN 3-351-02596-3。
- 2006：瑞典，Tysk dagbok 1945—46，ISBN 91-88858-21-9。
- 2008：德国，Deutschland Tagebuch 1945—1946，ISBN 3746681553。
- 2012：瑞典，Tysk dagbok 1945—46（电子版），ISBN 9789186437831。
- 2015：俄罗斯，Владимир Гельфанд. Дневник 1941–1946，ISBN 978-5-8243-1983-5；ISBN 978-5-9953-0395-4。
- 2016：俄罗斯，Владимир Гельфанд. Дневник 1941–1946，ISBN 978-5-8243-2023-7；ISBN 978-5-9953-0437-1。